# 北海道新幹線総合システム
北海道新幹線総合システム（ほっかいどうしんかんせんそうごうシステム、通称CYGNUS（シグナス）：Computer system for signal control and useful maintenance of Hokkaido Shinkansen）とは、列車の運行管理や制御機器の監視などを総合的に行う列車運行管理システム(PTC)の一種であり、北海道旅客鉄道（JR北海道）が北海道新幹線と海峡線で運用しているコンピュータシステムである。

## 概要
2016年3月26日に新青森駅 - 新函館北斗駅間が開業した北海道新幹線および海峡線の運行管理を目的として開発が進められた。
北海道新幹線はJR北海道が管轄するが、東日本旅客鉄道（JR東日本）が管轄する新青森駅以南の東北新幹線と直通運転が行われる。前年に西日本旅客鉄道（JR西日本）管轄区間へ延伸された北陸新幹線では、東日本旅客鉄道（JR東日本）が自社の新幹線で使用する新幹線総合システム（COSMOS）を2社が共用する形で運行管理システムを構築したが、北海道新幹線はこれまでに開業した新幹線と異なり、青函トンネルを含む新中小国信号場（大平分岐部） - 木古内駅（木古内分岐部）間を三線軌条とし、在来線（海峡線）の貨物列車と新幹線が線路を共用する特徴がある。
しかし、COSMOSでは在来線貨物列車のダイヤを管理することが困難であったため、新たに本システムが開発された。このため、本システムは北海道新幹線のほか大部分で線路を共用する海峡線の運行管理も担っており、東北新幹線で運用されるCOSMOSのほか、海峡線の前後の在来線（津軽線・道南いさりび鉄道）の運行管理システムとも接続されている。

### 愛称について
Cygnus（シグナス）は北天の代表的な星座である「はくちょう座」の英名であり、北海道新幹線開業以前に海峡線を特急「スーパー白鳥・白鳥」が走行していたことから、その愛称を元に命名したとしている。また、JR北海道では上記の通り、Computer system for signal control and useful maintenance of Hokkaido Shinkansenの略としているが、traffic Control sYstem（運行管理システム）、standard and narrow Gauge（標準軌・狭軌）、North of earth（北の大地）、United of operation and maintenance（保守運用の統合）、hokkaido Shinkansen（北海道新幹線）といった、北海道新幹線に関連したキーワードから文字を取っての名づけでもあるとされている。

### 運行管理システム
CYGNUSは進路制御を駅ごとの制御装置で行うCOSMOSと異なり、指令業務支援機能と全駅の進路制御機能を指令所で一括して管理する中央集中型のシステムとしている。
ダイヤ管理は、接続されているCOSMOSが一括して管理する東京 - 新函館北斗間全線のダイヤデータからJR北海道管轄区間分を受領し、CYGNUS内では在来線のダイヤと統合して、当日の運行を管理する。一方で、COSMOSにおける全線一括したダイヤの予想のため、CYGNUSからはJR北海道管轄区間の走行実績がCOSMOSへ送信されている。

#### 統合出発順序機能
CYGNUSの運行管理システム上では、新幹線と在来線は別々の線区として管理されているが、共用区間のみ、出発順序を出発時刻順に統合して管理することで、自動進路制御を単純化している。

#### 新幹線優先整理機能
在来線列車のダイヤ乱れを新幹線に波及させないための機能である。
ダイヤ予想機能で在来線列車の遅延を原因とする新幹線列車の遅延が検知された場合、指令員に運転整理を要請する警報が出力される。
また、走行中の列車の次駅到着見込み時刻から、在来線列車の遅延を原因とする新幹線列車の遅延が検知された場合、在来線列車の運行を抑止して、指令員に運転整理を要請する。

## 導入へ向けた試験
2014年12月より北海道新幹線の試験走行が行われていたが、在来線との共用区間が存在するため以下のような制限が存在した。
なお、在来線の運行管理システムは北海道新幹線開業前用のものと開業後用のものがあるため、便宜上前者を旧、後者を新と記す。
- 日中においては共用区間の制御を在来線の旧運行管理システムが担当するため、新幹線はこの区間を走行できない[3]。
- 夜間の走行試験時間帯においては共用区間の制御をCYGNUSに切り替え、この区間の新幹線の試験走行を可能にしていた。しかし、システムの切換に伴う作業時間や列車の運休を最小限にするため、供用区間以外の在来線はCYGNUSとの接続ができない旧運行管理システムのままにしていた。このため、JR貨物EH800形電気機関車の走行試験の際に新中小国信号場や木古内駅でのシステム切換のための待機が必要となり、直通運転での試験ができなかった。

このため、開業後の本来の形であるCYGNUSと在来線の新運行管理システムが一体となった状態での試験ができないという問題点があった。
そこで、鉄道利用が少ないと想定される2016年1月1日にCYGNUSと在来線の新運行管理システムに切り替えた上で、これらの未確認事項やシステム全体の24時間安定稼働を確認する試験が実施された。このため、前夜から翌朝にかけて津軽海峡線を通過する全列車および、江差線、津軽線の一部区間、一部列車が運休になった。
また、開業日の2016年3月26日の直前となる3月22日未明に、開業準備と最終確認のためにCYGNUSと在来線の新運行管理システムへの切り替えを行うこととなった。津軽海峡線の全旅客列車は切り換え後のシステムに対応していないため、3月22日～25日にわたって運休にする必要が生じた。この関係で、「カシオペア」「スーパー白鳥・白鳥」「はまなす」はすべて2016年3月21日までに最終運行を迎えた。なお、貨物列車は切り換え後のシステムにも対応しているため、この期間も運行していた。